# أرخبيل جالطة
أرخبيل جالطة هو مجموعة من الجزر الصغيرة التي تقع قبالة الساحل الشمالي للبلاد التونسية، على بعد 81 كلم من مدينة بنزرت و 64 كلم شرقي مدينة طبرقة. وتبلغ مساحة هذا الأرخبيل 808 هكتار ويتكون من ست جزر هي:

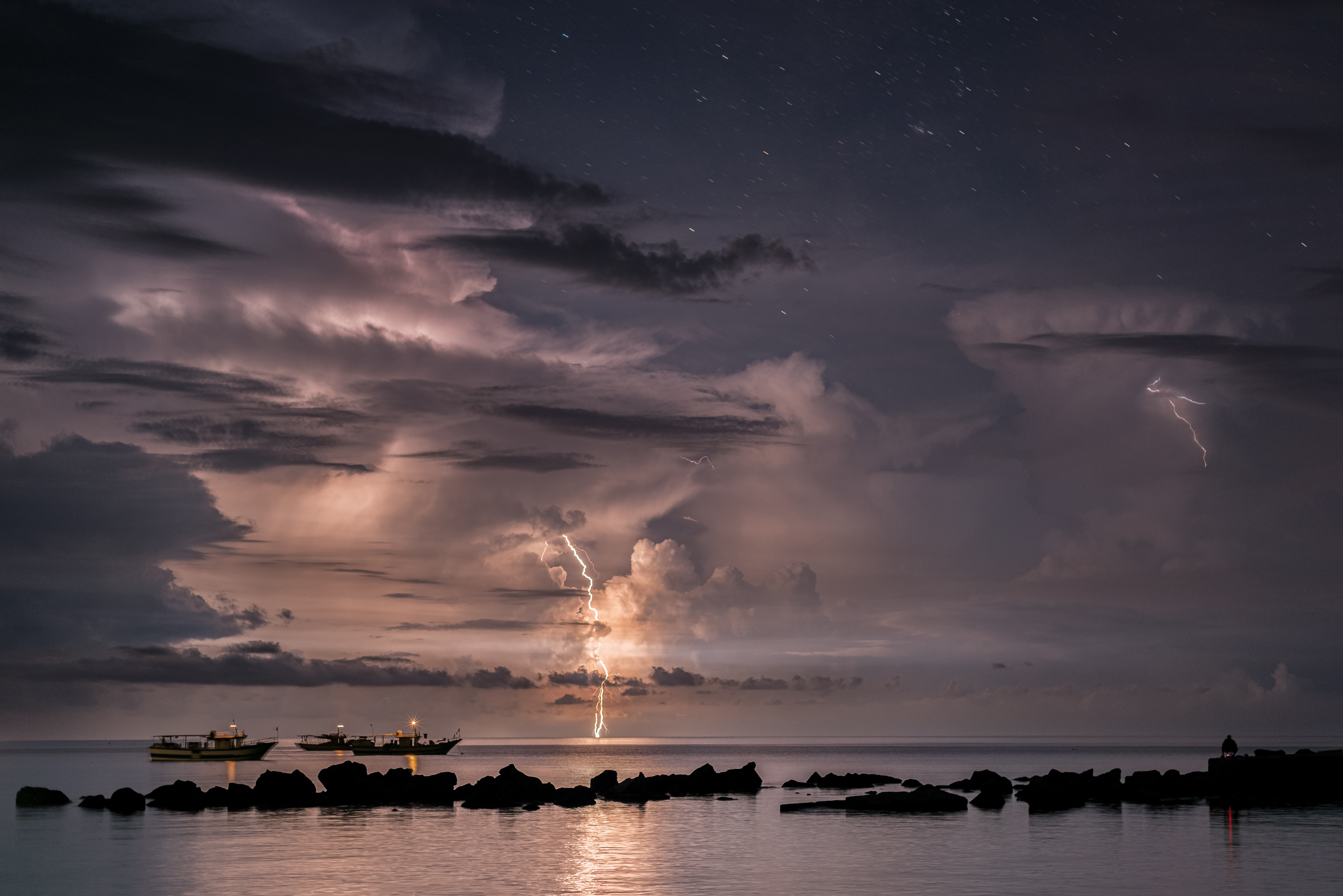
البرق والمراكب الراسية على ساحل غاليت

- جالطة، وهي أكبرها مساحة؛
- جاليطون ؛
- الفوشال؛
- جزر الكلاب، وهي ثلاث جزر صغيرة.